# 스테파노스 치치파스

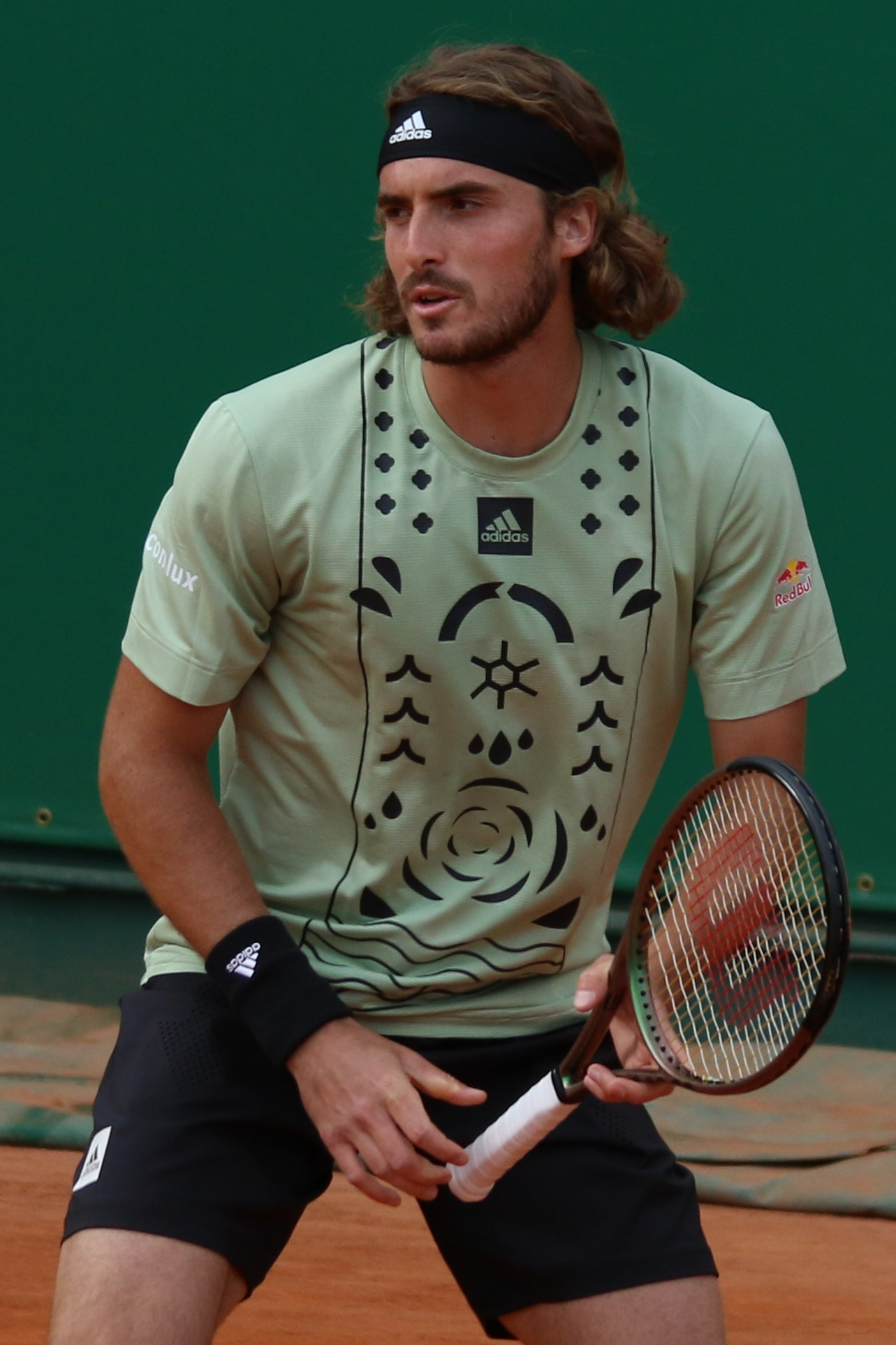

스테파노스 치치파스(Stefanos Tsitsipas, 그리스어: Στέphανος Τσιτσιπάς, 발음: [ˈstefanos t͡sit͡siˈpas], 1998년 8월 12일 ~ )는 그리스의 프로 테니스 선수이다. 플레이스타일은 오른손잡이, 한손 백핸드이다. 2021년 8월 9일에 처음으로 프로 테니스 협회(ATP)에서 세계 3위로 선정되어 마리아 사카리와 함께 역사상 가장 높은 순위의 그리스 선수가 되었다.
치치파스는 2019년 ATP 파이널스 챔피언으로 18년 만에 연말 챔피언십 최연소 우승자가 됐다. 11개의 ATP 싱글 타이틀(3개의 마스터스 1000 챔피언십 포함)을 획득했으며 2021년 프랑스 오픈과 2023년 호주 오픈에서 2번의 메이저 결승전에 출전하여 두 번 모두 노바크 조코비치에 이어 준우승했다. 그는 2022년 8월 29일에 달성한 64위의 경력 최고 복식 순위를 보유하고 있다.
테니스 가정에서 태어났다. 어머니 줄리아는 WTA(여자 테니스 협회) 투어의 프로 선수였으며 아버지 아포스톨로스는 테니스 코치로 훈련받았다. 치치파스는 3세에 스포츠를 접했고 6세에 레슨을 받기 시작했다. 주니어 시절 세계 1위에 올랐고, 2016년 윔블던 남자 복식 대회에서 우승했다.
2017년 말 ATP 투어 첫 경기에서 승리한 치치파스는 다음 해에 빠르게 ATP 순위에 올랐다. 그는 2018년 스톡홀름 오픈에서 첫 우승을 차지했고, 2018년 캐나다 오픈에서는 준우승을 차지해 후자 대회에서 단일 토너먼트에서 상위 10위권 상대 4명을 물리친 최연소 선수가 되었다. 넥스트 젠 ATP 파이널스(Next Gen ATP Finals)에서 전시 타이틀로 시즌을 마무리한 이후 치치파스는 ATP 순위 상위 10위 안에 거의 변함없이 자리를 유지해 왔다. 그는 2021년 몬테카를로 마스터스에서 첫 마스터스 1000 대회에서 우승했고, 2022년에 타이틀을 방어했고, 2024년에 다시 우승했다. 치치파스는 2019년 올해의 그리스 남자 선수로 선정되었다.